# Microcoema acuminata
Microcoema acuminata är en insektsart som först beskrevs av Scudder, S.H. 1869.  Microcoema acuminata ingår i släktet Microcoema och familjen Proscopiidae. Inga underarter finns listade i Catalogue of Life.